# Castro-Urdiales
Castro-Urdiales è un comune spagnolo di 32.270 abitanti situato nella comunità autonoma della Cantabria.
È formato da 14 nuclei abitati ed è un antico porto fortificato, oggi centro balneare e residenziale distante 76 km da Santander e 30,5 km da Bilbao. Il territorio comunale è posto nell'estremità orientale della Cantabria lungo la costa fra la punta di Sonabia e la provincia di Biscaglia e abbraccia ad ovest l'estuario del fiume Agüera incastonato nelle rocce grigie dei monti Candina e Cerredo (non confondere con il Cerredo di Asturias).
Già importante porto nel passato oggi non più idoneo alle navi di maggiore stazza, è un centro balneare per la Cantabria e i Paesi Baschi e residenziale satellite della Grande Bilbao. È anche in atto un inizio di attività industriali e imprenditoriali entro i confini del comune di Castro-Urdiales.
La suddivisione statistica della popolazione in base al settore di attività evidenzia questa situazione e vede il settore primario soltanto al 3% dell'intera popolazione attiva, il settore secondario al 34% dovuto ai residenti in città che lavorano nelle industrie dei comuni vicini, il settore terziario al 52%. Il tasso di attività è del 59,9%, superiore al valore medio della Cantabria che è del 52%.

## Storia

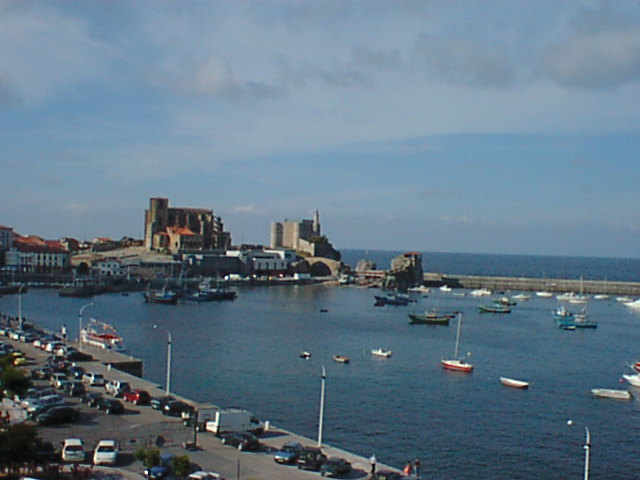
Panorama

Diversi siti archeologici della zona indicano che la presenza umana nel territorio risale al Paleolitico e che gli insediamenti fissi furono di tribù celtoiberiche di varie etnie.
Nel periodo di dominazione romana esistettero inizialmente il Portus Amanus, cioè porto degli Amani e il Castrum verdulies cioè castro dei Verduli dai nomi degli abitanti originari. In questo territorio sorse Flaviobriga, toponimo composto dal nome dell'imperatore Tito Flavio Vespasiano e dal suffisso briga di origine celtica. Elevata al rango di colonia nel 74 la città acquistò importanza, nel porto sbarcavano manufatti prodotti nel nord della penisola iberica e portati via mare e da qui erano smistati via terra negli altri luoghi; erano inoltre imbarcati ed esportati i materiali estratti dalle miniere circostanti. Amministrativamente Flaviobriga apparteneva al Conventus Cluniensis della provincia Tarraconensis con capitale Tarragona, una delle tre province in cui Augusto divise la Spagna romana. Con la disgregazione dell'impero e l'arrivo dei Visigoti iniziò l'opera di cristianizzazione della zona non interessata dall'occupazione musulmana che a partire dal 711 aveva investito quasi interamente la penisola iberica.
Il primo riferimento a Castro Urdiales in epoca medievale risale al 1102 nella cronaca di una visita a questi luoghi di un vescovo. Per il breve periodo dal 1137 al 1157 appartenne al regno di Navarra e in seguito fu del regno di Castiglia. Nel 1167 il re Alfonso VIII decise di potenziare la costa e le concesse un Fuero (statuto) privilegiato e il titolo di villa. La protezione del re favorì la crescita dell'importanza del porto. Nel periodo medievale gli impieghi degli abitanti furono l'attività portuale, la pesca, la caccia ai branchi di balene che transitavano nel Golfo di Biscaglia e le costruzioni navali. Castro Urdiales fornì anche uomini e navi alla marina del regno di Castiglia durante le lotte per la Reconquista dei territori occupati dai Musulmani. Nel 1295 nacque la Hermandad de la Marina de Castilla con capitale a Castro Urdiales (la hermandad è una confraternita solidale fra due o più paesi vicini). La guerra dal 1366 al 1369 fra Pietro I e il fratellastro Enrico di Trastamara danneggiò Castro Urdiales che perse l'importanza che aveva nella Costa. Nel frattempo entrò nella Hermandad de Vizcaya rimanendovi dal 1394 e il 1471. Intanto l'ascesa del potere di Laredo e di Santander ridimensionò Castro Urdiales che partecipò anche con navi ed uomini sotto il comando di Antonio Hurtado de Mendoza alla sfortunata spedizione dell'Invencible Armada del 1588. Il secolo XVI fu comunque un periodo di decadenza per Castro Urdiales a causa della nascita della navigazione ultramarina del commercio con l'impiego di grosse navi per le quali il suo porto non era idoneo e della politica di contrasto di Santander e Bilbao.
Nel XVII secolo il comune subì anche un calo demografico causato dall'epidemia di peste e dall'esodo degli uomini più giovani e dinamici emigrati in America o impegnati nella marina militare.
La ripresa nei secoli successivi fu traumaticamente interrotta dalla guerra con la Francia napoleonica, nel 1813 truppe francesi al comando del generale Foix assediarono e distrussero la città. Nel 1822 Castro Urdiales e la Junta de Sormano formarono il comune costituzionale col nome e i confini territoriali attuali. Nella seconda metà del XIX secolo lo sfruttamento delle vicine miniere di minerali di ferro di Miono e Onton fece partire il progresso: aumentò l'attività del porto rendendo necessario un prolungamento delle sue infrastrutture, si intensificò l'attività edilizia per sopperire all'aumentato bisogno di abitazioni e impianti, furono costruite una linea ferroviaria mineraria Castro-Alan, ed un'altra per passeggeri Castro-Traslaviña, negli anni fra il 1893 e il 1897. Negli anni successivi la borghesia della Cantabria e dei Paesi Baschi scelse Castro Urdiales come proprio centro di vacanza estiva e nel frattempo la crescita industriale di Bilbao e dei suoi dintorni fece di Castro-Urdiales un paese satellite della cosiddetta Grande Bilbao per i lavoratori pendolari. S'incrementò anche la pesca il cui prodotto, oltre ad essere messo in commercio, venne utilizzato da alcune imprese ittiche per la sua conservazione, confezionamento e vendita.
Fra il 1991 e il 2020 la popolazione ha registrato un grande incremento passando da 15.575 abitanti a 32.270 abitanti.

## Monumenti e luoghi d'interesse
- Cuevas del Cuco e Aurelia, grotte nella località di San Andrés con pitture rupestri e graffiti dichiarate Bien de Interés Cultural (sigla: BIC).
- Cueva Grande o de los Corrales, grotta in località Vidruecano anch'essa sito preistorico dichiarato BIC.
- Castro de la Peña de Samano, resti di un antico castro di epoca preromana dichiarato BIC.
- Castillo - Faro de Santa Ana del XII secolo.
- Porto e Barrio (quartiere) dei pescatori, interessanti e tipici.
- Iglesia de Santa Maria, chiesa del XII secolo.
- Iglesia de N.tra S.ra de la Asunción, dei secoli XIII-XIV fortificata.
- Iglesia de San Pedro, del XII secolo.
- Iglesia de San Juan Evangelista, del XIII secolo in Cerdigo.
- Iglesia de San Roman, del XVII secolo a Mioño.
- Iglesia de San Roman, del XVII secolo a Montalegre.
- Iglesia de San Martín, del XVI secolo a Islares.
- Iglesia de San Marcos, del XVI secolo in Allenagua.
- Sagrado Corazón, del XX secolo.
- Ermita de Santa Ana, del XV secolo
- Torre de los Templarios, fortezza in rovina del secolo XIV.
- Casa de la familia Torre de Cerdigo, del XVII secolo.
- Casa-Torre de los Helguera, del XVI secolo in località di Otañes.
- casa de Francisco de Sierralta, del 1638 anch'essa in Otañes.
- Ayuntamiento, sede del municipio del XVIII secolo.
- Residencia Pedro Velarde, del 1899 dichiarata BIC come le sottoindicate architetture moderne:
- Casa de los Chelines, del 1902.
- Chalet Sotileza, del 1913.
- Chalet de San Martín, del 1900.

## Dintorni
A 25 km Laredo, pittoresca cittadina e importante centro balneare.
A 36 km Santoña, porto e località balneare.

## Feste
Come in tutta la Spagna ci sono manifestazioni folcloristico religiose della Semana Santa (settimana di Pasqua); quelle di Castro Urdiales sono particolarmente apprezzate per la rappresentazione vivente della Passione di Cristo del venerdì Santo.
Feste importanti sono quelle dedicate a San Juan che durano una settimana, detta Semana Grande a partire dal 24 giugno con varie manifestazioni religiose, sportive, ludiche e musicali.
Il Coso Blanco che si celebra il primo venerdì di luglio è dichiarato Fiesta de intéres turistico nacional e comprende sfilata di carrozze, musica, canti e danze che continuano per tutta la notte, battaglie con coriandoli.
Altre feste insieme religiose e laiche sono: il 26 giugno la Romeria de San Pelayo Martir che rientra nelle manifestazioni della Semana Grande, il 16 luglio la Virgen del Carmen festa marinara con processione in mare delle barche dei pescatori che seguono una imbarcazione che porta l'effigie della Vergine del Carmine, il 14 e il 15 agosto la festa della Virgen y San Roque con la Marmitada popular gara di cucina all'aperto cui partecipano gruppi di persone che preparano piatti sottoposti poi alla valutazione di un'apposita giuria con successiva distribuzione di assaggi ai presenti.
Nei mesi da maggio a settembre si svolgono poi le feste patronali delle diverse parrocchie.